# Llíber
Llíber è un comune spagnolo situato nella comunità autonoma Valenciana.